# 鸡公艾尔
鸡公艾尔（英語：cock ale）是一种在17至18世纪流行于英国的艾尔啤酒，要制作这种啤酒，需要将装满了去皮去肚的半熟公鸡及各种水果香料的袋子，浸泡入普通艾尔啤酒的酿酒桶中。

## 配方
《牛津英语词典》将描述为“除其余成分外，还与煮熟的公鸡肉冻或肉糜混合的艾尔啤酒”，并将该饮品追溯至17世纪中期。在凯内尔姆·迪格比的《橱柜揭秘》（Closet Opened，1669年）一书中，将其制作过程介绍为：
取八加仑艾尔酒；取一只公鸡煮熟；然后取四磅去核自然风干的葡萄干、两三个肉豆蔻、三四片肉豆蔻皮、半磅海枣；用臼舂碎，再取两夸脱最好的白葡萄酒；放入酿造好的艾尔酒中，将其封存六七天后装瓶，一月后即可饮用。
1739年的《完美家庭主妇》介绍了相似的配方：
取十加仑艾尔酒和一只大公鸡，越老越好；把公鸡煮熟，去皮，在石臼捣至骨碎（去皮时应一并去除内脏）；然后将公鸡放进两夸脱的麻袋里，放入三磅晒干的葡萄干、一些肉豆蔻皮和少许丁香。将之装入帆布袋中。在艾尔酒即将酿造完成时，把艾尔酒和袋子一并装入容器中；等上一周至九天后灌装入瓶；让酒刚好没过瓶颈，并按其他艾尔酒的时长等待熟成。
托马斯·富勒的《即兴药典》（Pharmacopœia extemporanea，1710年）里提供了肺痨艾尔（Pectoral Ale，咳嗽药）的配方，如果加上煮熟的鸡，显然可以变成鸡公艾尔。富勒解释说，这种饮料“能使血液和体液中的酸性物质变甜，激活粘稠的痰液，促进排痰，焕发肺部活力，提供温和的营养，对于治疗恶化前的肺痨也非常有益。”约翰·诺特（John Nott）的《厨师和糖果师词典》（Cooks and Confectioner's Dictionary，1723年）中也宣传了这种饮料的所谓药用价值，该词典声称鸡公艾尔“对肺痨有好处，并有化腐为奇之效”。

## 描述
一位当代传记作者声称，威廉三世国王更喜欢鸡公艾尔而不是葡萄酒。在罗伯特·纳雷斯的《词汇表》（Glossary）中，这种饮料被描述为“一种在17世纪因其卓越品质而非常有名的艾尔酒”。该词条还引用了奈德·沃德在《伦敦间谍》中的一段话，其中称鸡公艾尔是“小啤酒和糖浆的混合物”，不过作者还补充说，“我说，如果这是鸡公艾尔，那就让鸡头喝吧。”内森·贝利（Nathan Bailey）的《大英词典》（Dictionarium britannicum，1736年）将其描述为一种“令人愉快的饮料，据说具有挑逗性”，弗朗西斯·格罗斯的《俗语经典词典》（Classical Dictionary of the Vulgar Tongue，1785年）也反映了这种观点，称其具有挑逗性。威廉·亨利·纽金特（William Henry Nugent）在1929年时声称，鸡公艾尔是面包和艾尔酒的混合物，是斗鸡的食物。
有几位作者推断，可能已经讹变为了（鸡尾酒），这是一个在1806年首次使用的美国词，其来源现已失传。